# Ga Công viên Văn Thánh
Ga Công viên Văn Thánh là một trong những nhà ga tàu điện của Tuyến số 1, nằm tại phường Thạnh Mỹ Tây, Thành phố Hồ Chí Minh.

## Lịch sử
Dự kiến khai trương vào năm 2024.

## Bố trí ga
| L2 Tầng ke ga                   | Ke ga bên, cửa sẽ mở ở bên phải                                                          | Ke ga bên, cửa sẽ mở ở bên phải                                                     |
| Ke ga 1                         | ← L1 Tuyến 1 đi Ba Son (Hướng đi Bến Thành)                                              |                                                                                     |
| Ke ga 2                         | L1 Tuyến 1 đi Tân Cảng (Hướng đi Bến xe Suối Tiên) Chuyển sang L5 Tuyến 5 ở ga kế tiếp → |                                                                                     |
| Ke ga bên, cửa sẽ mở ở bên phải |                                                                                          |                                                                                     |
| L1 Tầng trung chuyển            | Tầng 1                                                                                   | Khu bán vé, khu thương mại, khu bộ phận kỹ thuật, khu cổng ra vào và cổng kiểm soát |
| G                               | Mặt đất                                                                                  | Cổng ra vào, bãi đậu xe và khu bộ phận kỹ thuật                                     |

## Vùng xung quanh
- Khu du lịch Văn Thánh
- Trường Đại học Công nghệ Thành phố Hồ Chí Minh
- Chùa Văn Thánh